# Simancas (métro de Madrid)
Simancas est une station de la ligne 7 du métro de Madrid, en Espagne. Elle est établie sous l'avenue d'Arcentales, entre les quartiers de Simancas, à l'ouest, et Amposta, à l'est, de l'arrondissement de San Blas-Canillejas.

## Situation sur le réseau
La station se situe entre García Noblejas à l'ouest, en direction de Pitis, et San Blas à l'est, en direction d'Estadio Metropolitano.

## Histoire
La station est ouverte aux voyageurs le 17 juillet 1974, lors de la mise en service de la première section de la ligne 7 entre Pueblo Nuevo et Las Musas. Elle fait l'objet d'une rénovation générale en 2006.

## Services aux voyageurs

### Accès et accueil
La station possède trois accès, dont deux à l'ouest et un à l'est de l'avenue d'Arcentales, équipés d'escaliers et d'escaliers mécaniques, mais sans ascenseur.

### Intermodalité
La station est en correspondance avec les lignes d'autobus n°38 et 109 du réseau EMT.

## À proximité
Le parc de San Blas, traversé par l'avenue d'Arcentales, est accessible depuis la station.